# The Ring of a Spanish Grandee
The Ring of a Spanish Grandee è un cortometraggio muto del 1912 diretto da George Nichols.

## Produzione
Il film, girato a St. Augustine, in Florida - fu prodotto dalla Thanhouser Film Corporation.

## Distribuzione
Distribuito dalla Film Supply Company, il film - un cortometraggio di una bobina - uscì nelle sale cinematografiche USA il 24 maggio 1912.